# Приштинский университет (Северное Косово)
Приштинский университет (серб. Универзитет у Приштини) — один из университетов Сербии, находится в городе Косовска-Митровица. Основан 18 ноября 1969 года в Приштине. После Косовской войны университет был перемещен сначала в Крушевац, а затем в Косовска-Митровицу. Среди студентов, обучающихся на его 10 факультетах, 45 % с территории Косова и Метохии, 30 % из других частей Сербии, остальные из Черногории, Республики Сербской и Македонии.

## Обзор
Факультеты университета были признаны от стороны МООНК и ЕУА под названием «Университет в Митровице», в то время как университет получил дальнейшее признание как сербский институт от Правительства Р. Сербии. Является членом конференции Университетов Сербии (КОНУС) и Европейской университетской ассоциации и установил сотрудничество с сетью Балканских университетов и многочисленными институтами по всему миру (Франция, Россия, Италия, Норвегия, Оман, Ирландия, Великобритания).

### Статистика и организация университета
Учебный год начинается с 1 октобря2до 30 сентября, организуется в два семестра с 30-недельным обучением в год.
В 1999 году в рамках Приштинского университете было 14 факультетов, в которых обучалось около 18 000 студентов и более 1300 преподавателей и сотрудников.После войны в Косово и Метохии около 6000 студентов были переведены в другие университеты Сербии. В 2001 году (находясь в Крушеваце) у него было 17 000 студентов. С 1999 по 2001 год около 2000 студентов окончили Приштинский университет, 50 были удостоены степени магистра и 20 получили докторские степени. На Университете 2004 г. было 10 факультетов, в которых обучалось около 8000 студентов, с квотой на зачисление 1200 студентов.В Августe в 2007 г. в нем насчитывалось 9 320 студентов, более 700 факультетов и около 200 сотрудников.Квота приема была 2726 студентов.Около 45% были из Косово, 30% из Сербии, 25% из Черногории. Также было меньше студентов из Македонии и Боснии и Герцеговины.В настоящее время в нем обучаются 10 264 учащихся, работают 730 преподавателей и 320 сотрудников.

## История
Развитие "высшего" и "высокого" образования в Косово и Метохии начинается с создания первой школы высшего образования в Приштине, школы 1958/1959. в год. Первым факультетом, начавшим работу, была философская школа 1960/1961. год, с которого через два года образовались два факультета: Философские и Математические науки, 1989. Философское разветвление на: Философское и Филологическое. Юридический и Экономический факультет был основан в 1961/62. Из него также будут развиваться два факультета: Юридический и Экономический. Технический факультет в Приштине начал функционировать в 1965/66 учебном году. В целях создания условий для улучшения здравоохранения и развития научно-исследовательской работы 1969 г. Медицинский факультет был основан. Эти факультеты были частью Белградского университета до 1970 г. и преводования для студентов были на сербском языке.
Университет в Приштинe был создан в соответствии с Законом об учреждении Университета в Приштинe 18 ноября 1969 года. Во Университет в Приштине были включены все приштинские факультеты, а затем и на другие факультеты, а также в семь "выших школ". Университет в Приштинe в соответствии с Законом об учреждении организовал учебный процесс на сербском и альбанском языках.
После принятия Закона об университете 1992. в год. Университет в Приштинe имеет 14 факультетов, из которых двенадцать базируются в Приштине: экономический, медицинский, юридический, естественно-математический, сельскохозяйственный, философский, филологический, факультет физической культуры, факультет искусств, гражданское строительство, электротехника и машиностроение. факультет; один базируется в Косовской Митровице - Горное дело и металлургия, а другой базируется в Призренe - на факультете педагогического образования. На всех факультетах новые учебные планы согласовываются с аналогичными факультетами в Сербии. В дополнение к образовательной и научной деятельности университет также имел издательскую деятельность. Благодаря качеству преподавания и научных исследований, налаживанию межуниверситетского и международного сотрудничества, Приштинский университет стал равноправным членом семьи Университетов в Сербии.

### Период с 1991 года по настоящее время
Преподавание на албанском языке со школы 1991/1992. С другой стороны, он отделился, так что была сформирована параллельная система образования. Факультеты Приштинского университета на сербском языке продолжают заниматься образовательной и научной деятельностью в рамках уникальной системы образования Республики Сербия. После достижения соглашения между тогдашним президентом Слободаном Милошевичем и албанским политиком Ибрагимом Роговой 1 сентября 1996. В 2006 году при посредничестве Сообщества «Святой Эухидио» было подписано Соглашение об образовании. На основании этого Соглашения была сформирована Комиссия 3+3, которая 23 мартa 1998. Членами Комиссии 3+3 с альбанской стороны были: Фехми Агани, Абдул Рама и Реджеп Османи; с сербской стороны они были представителями государственных органов Республики Сербия: Ратомир Вицо, Горан Перчевич и Добросав Бйелетич, в присутствии членов Сообщества Святого Еугидио: монсеньор Виченца Палия, профессор Роберт Мароко деля Рок и доктор Марио Гиро. После установленных сроков и сроков осуществления согласованных мер по «нормализации» системы образования произошло полное разделение университетских помещений (общежития, столовые, библиотеки), то есть физическое разделение преподавателей, партнеров и студентов сербской и албанской национальности. По данным комиссии 3+3, албанцы составляли 60% университетского пространства, 35% для сербов и 5% для турок.
Во время агрессии НАТО против Югославии около 1500 преподавателей, сотрудников и всех сотрудников Приштинского университета, а также 16 000 студентов, посещавших занятия на сербском языке, были изгнаны с факультета, все имущество было узурпировано и им никогда не разрешили вернуться. В первые дни, когда СДК вступали в Косово и Метохию, несколько сербов профессоров были убиты на факультетах (др Миодраг Лекич,..).
После жестокого изгнания из Приштины Университет в Приштинe был временно переведен в Крушевац по решению государства Сербия с несколькими другими факультетами, в то время как некоторые факультеты работали в: Косовской Митровице, Лепосавичe, Вранье, Блаце, Варварине. По решению правительства Республики Сербия в конце 2001. Университет Приштины переведен в Косовскую Митровицу который был назначен временным местом пребывания Университета. Постепенно и постепенно все факультеты, входившие в состав университета, возвращаются на территорию Косово и Метохии.

## Факультеты
- Экономический (Косовска-Митровица)
- Юридический (Косовска-Митровица)
- Медицинский (Косовска-Митровица)
- Подготовки учителей (Лепосавич)
- Философский (Косовска-Митровица)
- Сельскохозяйственный (Зубин-Поток)
- Природно-математический (Косовска-Митровица)
- Технических наук (Косовска-Митровица)
- Факультет искусств (Звечан)
- Физической культуры (Лепосавич)

## Рекомендации
1. ↑  TanjaT. Konferencija. Uns.ac.rs. Дата обращения: 18 октября 2011. Архивировано из оригинала 6. 10. 2011 года.
2. ↑  Speech of the Rector of the University of Priština published at the University's website<[http://prijemni.infostud.com/ecms/viewarticle.php?id=9400&ml ''Novosti'', 2007-08-26. Rektorat.ftnkm.info. Дата обращения: 18 октября 2011. Архивировано из оригинала 12. 10. 2007. года.
3. ↑  EUA members directory Архивировано 04. 08. 2008., Приступљено 3 November 2008
4. ↑  International Radio Serbia Архивировано 2. 10. 2011., 14 November 2008
5. ↑  University has become the member of EUA (недоступная ссылка), retrieved on 24 November 2008
6. ↑  University of Priština in European Association Архивировано 5. 10. 2011., retrieved on 24 November 2008
7. ↑  Report on international cooperation of the University of Priština (недоступная ссылка), Приступљено 24 February 2009
8. ↑  akademaca, Seobe (29. 4. 2003). Seobe akademaca. NIN 2731. Архивировано 2011-07-25. Дата обращения: 2020-03-23. {{cite news}}: Проверьте значение даты: |date= (справка)
9. ↑  http://prijemni.infostud.com/ecms/viewarticle.php?id=9431&ml Архивная копия от 1 октября 2011 на Wayback Machine Politika, 28 August 2007
10. ↑  An Interview with Professor Jagoš Zelenović, Rector of the University of Priština, Pobeda, 29 June 2001, p. 10
11. ↑  '' Večernje Novosti'', 2007-08-26. Prijemni.infostud.com. Дата обращения: 18 октября 2011. Архивировано 1 октября 2011 года.
12. ↑  General secretary of the University of Priština for the Dnevnik Journal Архивировано 5. 4. 2012.
13. ↑  Speech of the Rector of the University of Priština published at the University's website. Rektorat.ftnkm.info. Дата обращения: 18 октября 2011. Архивировано из оригинала 12. 10. 2007. года.
14. ↑  ''Politika'', August 28, 2007. Prijemni.infostud.com. Дата обращения: 18 октября 2011. Архивировано 1 октября 2011 года.
15. ↑  ''Novosti'', August 26, 2007. Prijemni.infostud.com. Дата обращения: 18 октября 2011. Архивировано 1 октября 2011 года.
16. ↑  ftnkm.info. Rektorat.ftnkm.info. Дата обращения: 18 октября 2011. Архивировано из оригинала 22 декабря 2007 года.
17. ↑  '' Večernje Novosti'', August 26, 2007. Prijemni.infostud.com. Дата обращения: 18 октября 2011. Архивировано 1 октября 2011 года.
18. ↑  Lična karta Univerziteta u Prištini. Prijemni.infostud.com. Дата обращения: 18 октября 2011. Архивировано 1 октября 2011 года.

## Внешние ссылки
- Сајт Универзитета у Приштини
- Страница Универзитета на сајту Инфостуда
- Страница Универзитета на сајту Студентског света
- Страница Универзитета на сајту Fascikla.com
- Страница Универзитета на сајту Staupisati.com
- Страница Универзитета на сајту KosovoiMetohija.org
- Просвета на Косову и Метохији
- Сајт Факултета уметности Универзитета у Приштини
- Сајт Медицинског факултета Универзитета у Приштини
- Сајт Факултета за физичку културу Универзитета у Приштини
- Сајт Факултета техничких наука Универзитета у Приштини
- Сајт Филозофског факултета Универзитета у Приштини
- Сајт Учитељског факултета Универзитета у Приштини
- Сајт Природно-математичког факултета Универзитета у Приштини